# Взрыв на Аптекарском острове
Взрыв на Аптекарском острове — покушение эсеров-максималистов на премьер-министра Российской империи Петра Столыпина 12 (25) августа 1906 года, в котором сам он серьёзно не пострадал, однако в результате взрыва пострадали более 100 человек, из которых 27 человек погибли на месте, а 33 были тяжело ранены и многие впоследствии скончались.

## Покушение

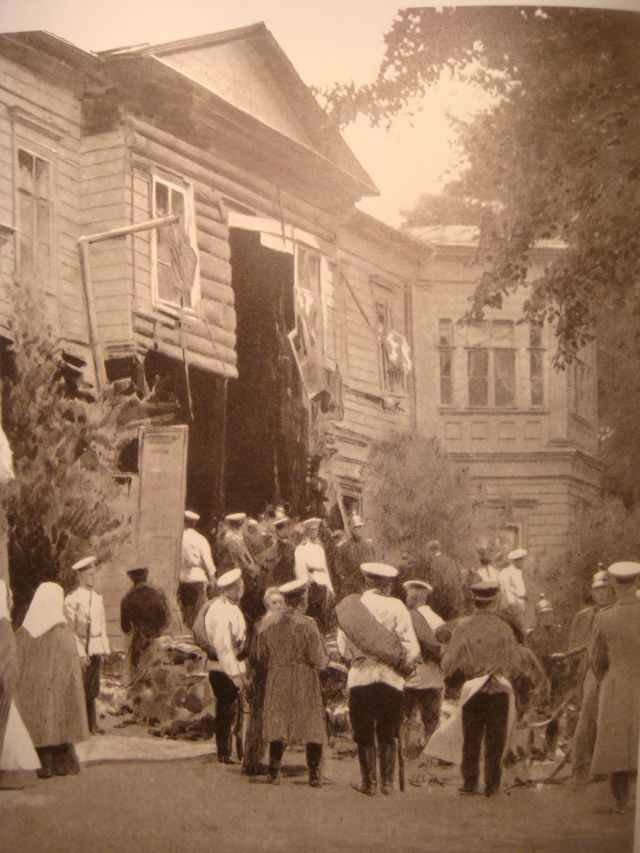
Вид на фасад дачи Столыпина после взрыва. 1906 г.

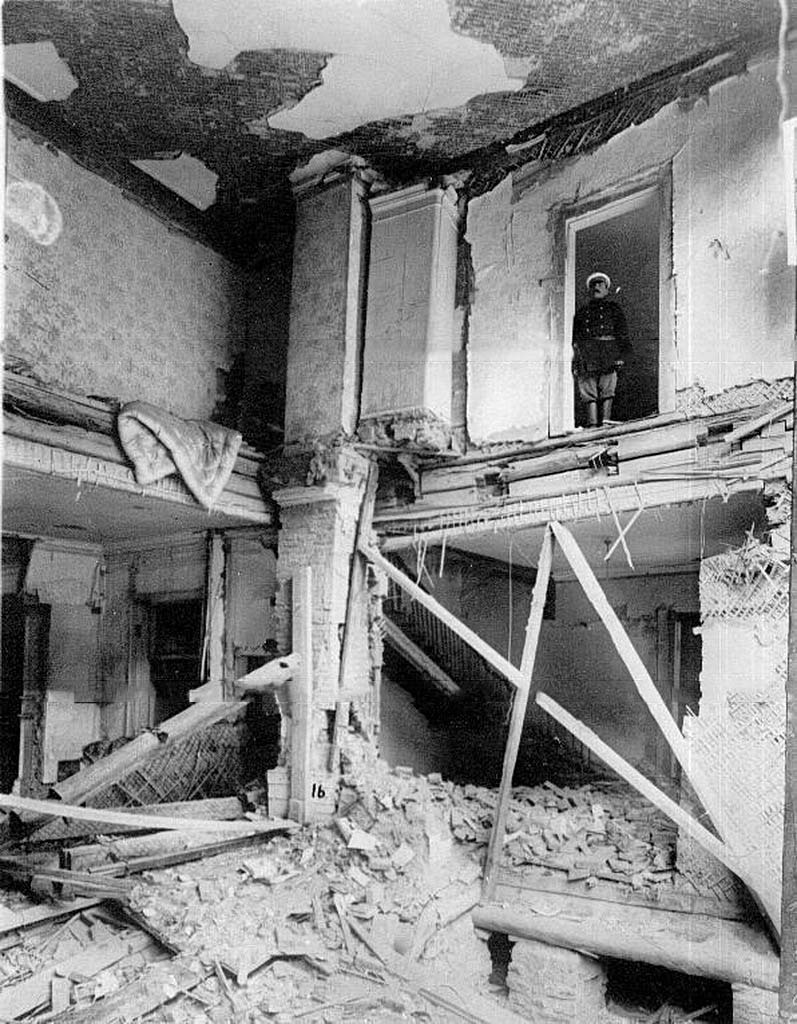
Разрушения внутри после взрыва на даче Столыпина. 1906 г.

Покушение осуществила петербургская организация «Союза социалистов-революционеров максималистов», образовавшаяся в начале 1906 года. Столыпин вызывал ненависть революционной части общества жестоким подавлением революционного движения.  Организатором покушения был Михаил Соколов («Медведь», «Анатолий», «Пётр Васильевич»).
В организацию входили:
1) Группа московской «оппозиции» ПСР: Василий Дмитриевич Виноградов (он же Кочетов, он же Розенберг)
, Северин Иванович Орлов, Василий Михайлов, Александр Львович Поддубовский, Людмила Степановна Емельянова, Даниил Федорович Маврин, Надежда Терентьева, Наталья Климова. Люди из этой группы участвовали в декабрьском восстании в Москве и крупной экспроприации в Московском Обществе взаимного кредита 7 марта 1906 года.
2) «Белостокцы»: Давид Моисеевич Закгейм, Хаим Кац, Александр Константинович Кишкель, Давид Фарбер, Дора Казак. Все они принимали участие в террористической деятельности в Белостоке (покушение на полицеймейстера Пеленкина, пристава Самсонова, убийство коменданта ст. Белосток полковника Шрейтера и покушение на пристава Шереметева).
3) Николай Петрович Пумпянский, Адель Каган, Илья (Элия) Забельшанский («Альфонс», «француз»), Клара Бродская, Николай Лукич Иудин, Мария Ивановна Лятц («Агнесса»).
Взрывные снаряды изготовил Владимир Лихтенштадт в динамитной мастерской большевистской «Боевой технической группы» Леонида Красина,
которая была оборудована в московской квартире Алексея Пешкова (Горького). Охраной мастерской руководил Симон Тер-Петросян (Камо).
Террористическая группа имела множество конспиративных квартир во всех районах Петербурга, оборудовала лабораторию и склады для оружия, доставлявшегося из Финляндии, устроила собственную конюшню с двумя выездами и приобрела два автомобиля. Группа вела активную разведку, пытаясь установить наблюдение за рядом высших чиновников.
Непосредственными исполнителями стали:
- Иван Типунков (кличка «Гриша»). Уроженец Брянска, рабочий. Неоднократно привлекался к дознаниям о государственных преступлениях.
- Илья Забельшанский («Француз»). Уроженец Минска. До середины 1905 г. жил во Франции. В России жил по паспорту бельгийского подданного.
- Никита Иванов («Федя»). Уроженец Смоленска. В марте 1906 г. содержался в брянской тюрьме по делу ограбления артельщика Брянских заводов.

12 августа (по старому стилю), суббота — был приёмный день Столыпина на казённой даче на Аптекарском острове в Санкт-Петербурге (Аптекарская набережная, д. 6Б). Приём начался в 14.00. Около половины третьего к даче подъехал экипаж («ландо»), из которого вышли двое в жандармской форме с портфелями в руках. В первой приёмной, столкнувшись с генералом А. Н. Замятниным, ведшим запись на приём, террористы бросили к следующим дверям портфели и бросились прочь. Раздался взрыв большой силы, пострадали более 100 человек: 27 человек погибли на месте, 33 — тяжело ранены, многие потом скончались. Силой взрыва были разворочены прихожая, прилегающая к ней дежурная комната и часть следующей за ней приёмной, а также разрушен подъезд, снесён балкон второго этажа, опрокинуты выходящие в сад деревянные стены первого и второго этажей. Частями разрушенных стен и выброшенными из дома предметами меблировки, а также осколками стекла была усыпана вся набережная перед дачей.
Пострадали двое детей Петра Аркадьевича, которые находились на балконе второго этажа, — четырнадцатилетняя дочь Наташа (были сломаны обе ноги) и трёхлетний сын Аркадий (ранен в бедро с переломом кости). Ранение дочери было тяжёлым. Врачи настаивали на срочной ампутации ног у пострадавшей. Однако Столыпин просил подождать с решением. Доктора согласились и, в конце концов, спасли обе ноги. 
Сам премьер и находящиеся в кабинете посетители получили ушибы (была сорвана с петель дверь). Столыпин не получил ни единой царапины. Лишь бронзовая чернильница, перелетев через голову председателя Совета министров, забрызгала его чернилами.

## Жертвы

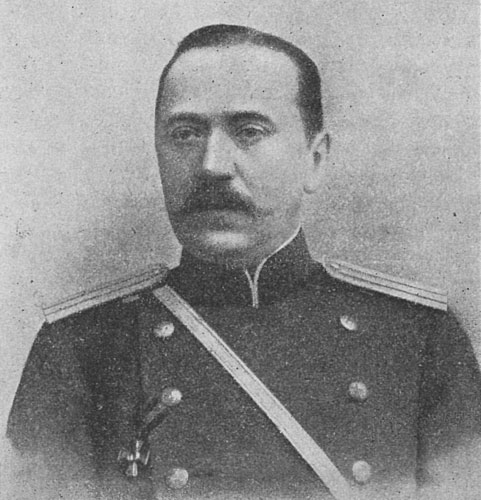
Адъютант Столыпина А. Н. Замятнин, фактически спасший Столыпина от смерти ценой своей жизни

В результате взрыва были убиты или умерли от ран следующие лица:
1. Хвостов, Сергей Алексеевич — пензенский губернатор,
2. Замятнин, Александр Николаевич — генерал-майор,
3. Князь Шаховской, Николай Владимирович — член совета министра внутренних дел,
4. Воронин, Александр Александрович — церемониймейстер высочайшего двора,
5. Шульц, Виктор Фёдорович — подполковник, начальник охраны Таврического дворца,
6. Слефогт, Николай Юльевич — непременный член Ярославского губернского присутствия,
7. Ходкевич, Владимир Николаевич — офицер по особым поручениям при министре внутренних дел,
8. Вербицкий, Михаил Тимофеевич — бывший пристав Петербургской полиции,
9. Князь Накашидзе, Михаил Александрович — гвардии штабс-ротмистр,
10. Терлецкий, Иероним Иеронимович — гражданский инженер,
11. Княгиня Кантакузен, Евдокия Артемьевна — вдова д. с. с., была на приёме у министра с прошением,
12. Жилевич, Аделаида Станиславовна — горничная в доме министра внутренних дел,
13. Долгулина, Анна Петровна — крестьянка,
14. Останкевич, Матрёна Михайловна — няня детей П. А. Столыпина,
15. Истомина, Ольга Евгеньевна
16. Владимир — малолетний сын Истоминой,
17. Неизвестная женщина на восьмом месяце беременности,
18. Фёдоров, Николай Дмитриевич — жандармский ротмистр,
19. Горбатенко, Афанасий Ларионович — чиновник СПб. полиции,
20. Мерзликин, Захар Семенович — чиновник СПб. полиции,
21. Слепов, Иван — жандармский унтер-офицер,
22. Сипягин, Пётр — кучер министра внутренних дел,
23. Евдокимов, Николай — курьер почтового ведомства,
24. Клементьев — швейцар министра внутренних дел,
25. Проценко, Александр — выездной лакей министра,
26. Сидоренко, Василий — официант министра,
27. Воронин, Николай Григорьевич — официант,
28. Стопелиус, Франц — лакей министра,
29. Солдатенков, Василий — лакей министра,
30. Вальфович, Александр Леонтьевич — харьковский мещанин

## Последствия

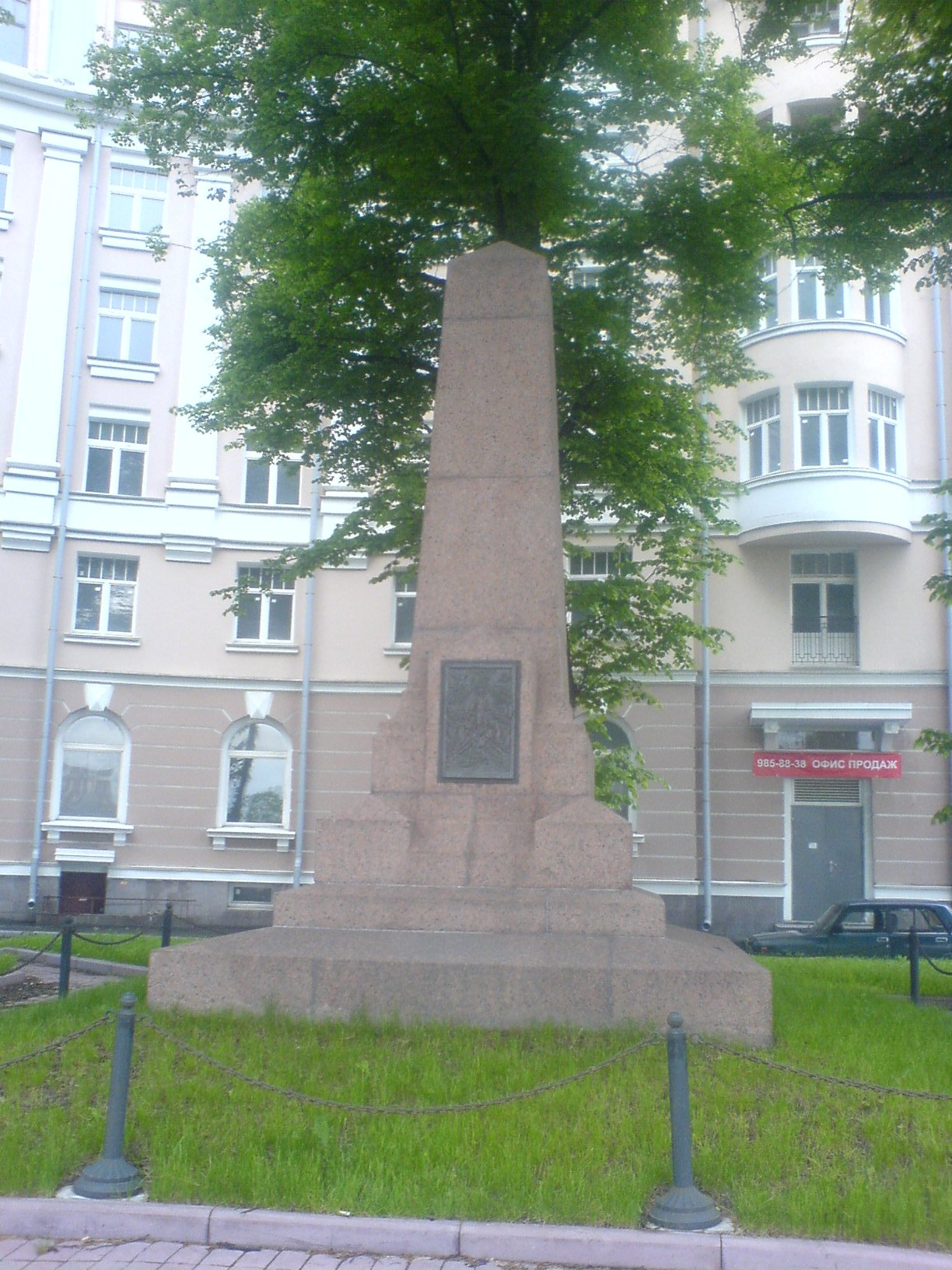
Памятный знак на месте взрыва. Современный вид

После взрыва Столыпин ни на секунду не потерял самообладания и выдержки, что впоследствии имело важное значение. Со слов В. Н. Коковцова, произошла резкая «перемена в отношении к нему не только двора, широких кругов петербургского общества, но и всего состава Совета Министров, и, в особенности, его ближайшего окружения по Министерству внутренних дел…». Укрепилось его положение и у трона.
1 сентября (19 августа) были введены военно-полевые суды для ускоренного рассмотрения дел террористов-революционеров. Но это привело только к ожесточению революционной борьбы.

### Память
На месте теракта был разбит цветник. В 1908 году на месте взрыва был возведён гранитный обелиск, спроектированный архитектором Робертом Марфельдом. Первый камень был заложен 12 августа 1907 года лично Петром Аркадьевичем Столыпиным. В 2006 году памятник был отреставрирован.

## В культуре
Взрыву на Аптекарском острове посвящена 8-я серия («Камикадзе») сериала «Империя под ударом». О нём рассказывается в сериале «Столыпин» (2024) по книге Бориса Фёдорова «Пётр Столыпин: «Я верю в Россию».